# Нейгарт (Монтана)
Нейгарт (англ. Neihart) — місто (англ. town) в США, в окрузі Каскейд штату Монтана. Населення — 43 особи (2020).

## Географія
Нейгарт розташований за координатами 46°56′7″ пн. ш. 110°44′10″ зх. д. / 46.93528° пн. ш. 110.73611° зх. д. (46.935209, -110.736052).  За даними Бюро перепису населення США в 2010 році місто мало площу 5,15 км², уся площа — суходіл.

### Клімат
Містечко знаходиться у зоні, котра характеризується кліматом тропічних степів. Найтепліший місяць — липень із середньою температурою 13.6 °C (56.4 °F). Найхолодніший місяць — січень, із середньою температурою -9.3 °С (15.3 °F).
| Клімат Нейгарта         | Клімат Нейгарта | Клімат Нейгарта | Клімат Нейгарта | Клімат Нейгарта | Клімат Нейгарта | Клімат Нейгарта | Клімат Нейгарта | Клімат Нейгарта | Клімат Нейгарта | Клімат Нейгарта | Клімат Нейгарта | Клімат Нейгарта | Клімат Нейгарта |
| Показник                | Січ.            | Лют.            | Бер.            | Квіт.           | Трав.           | Черв.           | Лип.            | Серп.           | Вер.            | Жовт.           | Лист.           | Груд.           | Рік             |
| Абсолютний максимум, °C | 12,2            | 15              | 15,6            | 20,6            | 23,9            | 28,3            | 31,1            | 32,2            | 27,2            | 23,3            | 16,7            | 10,6            | 32,2            |
| Середній максимум, °C   | −4,3            | −2,1            | 0,4             | 5,6             | 10,7            | 15              | 21,4            | 21,2            | 15,1            | 9,2             | 1,2             | −2,1            | 7,6             |
| Середня температура, °C | −9,3            | −7,2            | −5,6            | −0,4            | 4,6             | 8,5             | 13,6            | 13,1            | 7,8             | 2,9             | −3,9            | −7              | 1,4             |
| Середній мінімум, °C    | −14,1           | −12,4           | −11,8           | −6,4            | −1,5            | 1,9             | 5,8             | 5,1             | 0,5             | −3,3            | −8,9            | −11,4           | −4,7            |
| Абсолютний мінімум, °C  | −41,1           | −38,9           | −37,2           | −23,9           | −20             | −11,7           | −4,4            | −5              | −11,1           | −19,4           | −38,3           | −42,8           | −42,8           |
| Норма опадів, мм        | 59              | 59              | 58              | 62              | 79              | 103             | 48              | 46              | 46              | 45              | 59              | 62              | 726             |
| Днів з опадами          | 13              | 13              | 13              | 11              | 13              | 14              | 9               | 9               | 9               | 9               | 12              | 13              | 138             |
| ----------------------- | --------------- | --------------- | --------------- | --------------- | --------------- | --------------- | --------------- | --------------- | --------------- | --------------- | --------------- | --------------- | --------------- |
| Джерело: Weatherbase    |                 |                 |                 |                 |                 |                 |                 |                 |                 |                 |                 |                 |                 |

## Демографія
Згідно з переписом 2010 року, у місті мешкала 51 особа в 32 домогосподарствах у складі 17 родин. Густота населення становила 10 осіб/км².  Було 170 помешкань (33/км²).
Расовий склад населення:
| - 92,2 % — білих - 3,9 % — корінних американців |

До двох чи більше рас належало 3,9 %. Частка іспаномовних становила 0,0 % від усіх жителів.
За віковим діапазоном населення розподілялося таким чином: 2,0 % — особи молодші 18 років, 41,1 % — особи у віці 18—64 років, 56,9 % — особи у віці 65 років та старші. Медіана віку мешканця становила 68,2 року. На 100 осіб жіночої статі у місті припадало 121,7 чоловіків;  на 100 жінок у віці від 18 років та старших — 117,4 чоловіків також старших 18 років.
Середній дохід на одне домашнє господарство  становив 42 288 доларів США (медіана — 46 250), а середній дохід на одну сім'ю — 53 080 доларів (медіана — 55 000). 
Цивільне працевлаштоване населення становило 13 особи. Основні галузі зайнятості: транспорт — 84,6 %, науковці, спеціалісти, менеджери — 7,7 %, мистецтво, розваги та відпочинок — 7,7 %.